# Anne Sullivan
Anne Mansfield Sullivan (barri de Feeding Hills, a la ciutat d'Agawam, 14 d'abril de 1866 - barri de Forest Hills, Queens, a la ciutat de Nova York, 20 d'octubre de 1936), va ser una mestra estatunidenca.

## Biografia
Sullivan va néixer en una família pobra a Feeding Hills, un districte o barri de la ciutat d'Agawam, a l'estat de Massachusetts. Va ser la mestra de Helen Keller, a qui va dedicar gran part de la seva vida. Els seus pares van ser Thomas Sullivan i Alice Cloesy, originaris d'Irlanda, provinents de la Gran fam irlandesa. La seva mare patia de tuberculosi i va morir quan Anne tenia vuit anys. Sullivan va tenir dos germans: Maria i Jimmie. Quan la seva mare va morir, els seus dos germans van ser enviats a viure amb altres parents i Anne va romandre a la llar per tenir cura del seu pare.
Després d'un temps, els parents no podien seguir amb la cura dels nens, i Anne no podia continuar més amb el seu pare. Van enviar els dos nens a la casa de nens pobres del comtat a Tewksbury, Massachusetts. Allí va morir Jimmie, afectat per una tuberculosi de maluc.
Anne Sullivan va contraure la malaltia ocular tracoma, que li va deteriorar la vista. Va estar a l'Escola de Perkins per als cecs a Boston, on se li van fer moltes operacions per tractar la seva malaltia. La seva vista va millorar i va arribar a ser una estudianta exemplar, i es graduà amb honors.
Per ajudar altres nens cecs, Anne aprengué l'alfabet manual i va treballar amb una noia cega i sorda anomenada Laura Bridgman. Aquesta experiència li serviria per al futur.

## Helen Keller

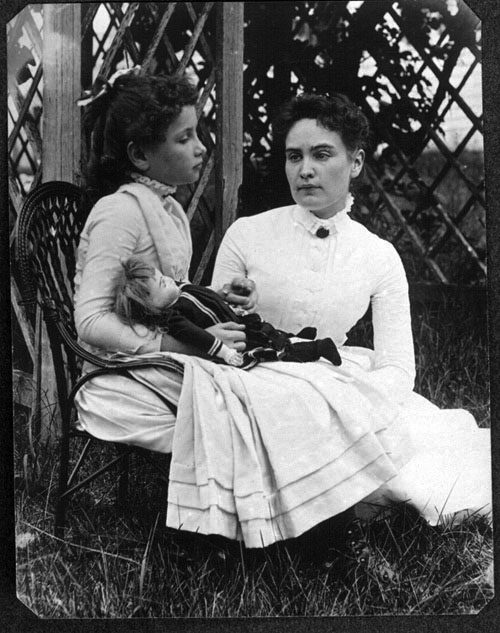
Sullivan i Helen Keller

Sullivan es va traslladar a Tuscumbia, Alabama, on va conèixer la seva nova alumna, Helen Keller. Va començar immediatament a treballar amb ella ensenyant-li a llegir, escriure i parlar. Així, Helen va poder començar a entendre el seu entorn. Sullivan feia que Helen toqués les coses i llavors lletrejava el que l'objecte era a la mà de Helen. Així, Helen va aprendre a llegir. Perquè aprengués a escriure, Sullivan li va aconseguir un tauler especialment dissenyat, acanalat de manera que un llapis podia formar lletres. Per ensenyar-li a parlar, Sullivan posava la mà de Helen en la seva gola perquè pogués sentir les vibracions creades en passar els sons per la gola. Sullivan feia que Helen tractés de formar aquestes mateixes vibracions.
El seu discurs, però, seguia sent confús. No va ser fins anys després que, amb l'ajuda de la tècnica d'un professor de veu i el suport d'Annie, Helen va poder finalment parlar clarament.
Eventualment, Helen Keller va anar a la Universitat de Radcliffe i es va graduar amb honors. Helen Keller va publicar el seu primer llibre el 1902, La història de la meva vida, que va ser redactat per John Albert Macy. Macy es va casar amb Annie Sullivan. No obstant això, la unió no va durar.
Sullivan i Keller van viatjar a Hollywood per filmar una pel·lícula basada en les seves vides, bàsicament per interès econòmic.
La pel·lícula, anomenada L'alliberament, va ser un fracàs. Però això no les descoratjà per intentar guanyar-se la vida en espectacles públics de vodevil.
El 20 d'octubre de 1936, a l'edat de setanta anys, Sullivan va morir a Forest Hills, Nova York, amb Helen al seu costat. Quan ja havia pres mesures perquè una altra dona ajudés i acompanyés Helen, que va viure molts anys més, fins a 1968, les seves cendres van ser col·locades a la catedral Nacional de Washington al costat de les d'Anne Sullivan.
El 1962 es va estrenar la pel·lícula El miracle d'Anna Sullivan, basada en la història de Helen Keller, i guanyadora de dos Oscar.
Sullivan, posteriorment, va rebre el reconeixement per les seves habilitats com a professora, i el 1993 una escriptora, Nella Braddy, va publicar una biografia anomenada Anne Sullivan Macy: la història rere de Helen Keller.